# Bahrein az 1984. évi nyári olimpiai játékokon
Bahrein az egyesült államokbeli Los Angelesben megrendezett 1984. évi nyári olimpiai játékok egyik részt vevő nemzete volt. Az országot az olimpián 4 sportágban 10 sportoló képviselte, akik érmet nem szereztek. Bahrein első alkalommal vett részt az olimpiai játékokon.

## Atlétika
Férfi
| Versenyző    | Versenyszám | Előfutam | Előfutam | Előfutam | Elődöntő | Elődöntő | Elődöntő | Döntő   | Döntő    |
| Versenyző    | Versenyszám | Idő      | Hely.    | Össz.    | Idő      | Hely.    | Össz.    | Idő     | Helyezés |
| ------------ | ----------- | -------- | -------- | -------- | -------- | -------- | -------- | ------- | -------- |
| Ahmed Hamada | 400 m gát   | 50,62    | 4.       | 24.      | kiesett  | kiesett  | kiesett  | kiesett | kiesett  |

## Öttusa
| Versenyző                                                          | Versenyszám | Lovaglás | Lovaglás | Lovaglás | Vívás    | Vívás | Vívás | Úszás    | Úszás | Úszás | Lövészet | Lövészet | Lövészet | Futás    | Futás | Futás | Összesen    | Összesen |
| Versenyző                                                          | Versenyszám | Idő      | Pont     | Hely.    | Pontszám | Pont  | Hely. | Idő      | Pont  | Hely. | Eredmény | Pont     | Hely.    | Idő      | Pont  | Hely. | Összes pont | Helyezés |
| ------------------------------------------------------------------ | ----------- | -------- | -------- | -------- | -------- | ----- | ----- | -------- | ----- | ----- | -------- | -------- | -------- | -------- | ----- | ----- | ----------- | -------- |
| Saleh Sultan Farhan Faraj                                          | Egyéni      | 1:28,96  | 1070     | 8.       | 31–20    | 890   | 9.    | 3:34,151 | 1160  | 28.   | 193      | 978      | 10.      | 15:16,97 | 814   | 50.   | 4912        | 25.      |
| Abdul Rahman Jassim                                                | Egyéni      | 1:54,67  | 916      | 40.      | 13–38    | 494   | 50.   | 3:37,886 | 1132  | 35.   | 195      | 1022     | 7.       | 14:39,81 | 926   | 47.   | 4490        | 40.      |
| Nabeel Saleh Mubarak                                               | Egyéni      | 1:48,28  | 1018     | 26.      | 22–29    | 692   | 39.   | 4:02,818 | 932   | 50.   | 187      | 846      | 38.      | 14:22,87 | 976   | 40.   | 4464        | 41.      |
| Saleh Sultan Farhan Faraj Abdul Rahman Jassim Nabeel Saleh Mubarak | Csapat      |          | 3004     | 8.       |          | 2076  | 14.   |          | 3224  | 13.   |          | 2846     | 5.       |          | 2716  | 17.   | 13 866      | 13.      |

## Sportlövészet
Férfi
| Versenyző            | Versenyszám          | Pont | Helyezés |
| -------------------- | -------------------- | ---- | -------- |
| Mohamed Abdul Rahman | Gyorstüzelő pisztoly | 535  | 51.      |
| Ali Al-Khalifa       | Gyorstüzelő pisztoly | 506  | 55.      |
| Ali Al-Khalifa       | Sportpuska, fekvő    | 544  | 71.      |
| Abdullah Ali         | Sportpuska, fekvő    | 561  | 70.      |

Nyílt
| Versenyző         | Versenyszám | Pont | Helyezés |
| ----------------- | ----------- | ---- | -------- |
| Salman Al-Khalifa | Trap        | 76   | 70.      |

## Úszás
Férfi
| Versenyző   | Versenyszám    | Előfutam | Előfutam | Előfutam | Döntő   | Döntő   | Döntő   | Helyezés |
| Versenyző   | Versenyszám    | Idő      | Hely.    | Össz.    | Típus   | Idő     | Hely.   | Helyezés |
| ----------- | -------------- | -------- | -------- | -------- | ------- | ------- | ------- | -------- |
| Hamad Bader | 100 m gyors    | 58,16    | 8.       | 61.      | kiesett | kiesett | kiesett | kiesett  |
| Esa Fadel   | 100 m pillangó | 1:13,27  | 8.       | 53.      | kiesett | kiesett | kiesett | kiesett  |